# Левестам, Михаил Юльевич
Михаи́л Ю́льевич Левестам (23 января [4 февраля] 1847 — 1906) — русский генерал от инфантерии, участник русско-турецкой 1877—1878 гг. и русско-японской войн.

## Биография
Михаил Левестам родился 23 января 1847 года в семье советника хозяйственного отделения Новгородской палаты государственных имуществ Юлия Матвеевича Левестама. Образование получил в 1-й Санкт-Петербургской военной гимназии и Тифлисском юнкерском училище.
31 октября 1868 года произведён в прапорщики. В 1877—1878 годах в составе 4-го Кавказского стрелкового батальона участвовал в войне с Турцией на Кавказском театре военных действий и за боевые отличия был награждён чином капитана, орденами св. Анны 2-й степени с мечами и св. Владимира 4-й степени с мечами и бантом. 2 апреля 1879 г. награждён орденом св. Георгия 4-й степени
В воздаяние за отличие, оказанное в сражении, 3 Октября 1877 года, на Аладжинских высотах, где во главе одной из штурмовых колонн, с вверенною ротою занял прилегающую к Базарджику высоту и, когда масса турецкой пехоты намеревалась проложить себе путь к Карсу, открыл по неприятелю столь меткий беглый огонь, что он отошел назад и предложил сдаться. Трофеями нашими при этом были: 34 орудия и 26 таборов пехоты.
17 июля 1890 года произведён в полковники; командовал 80-м пехотным Кабардинским полком.

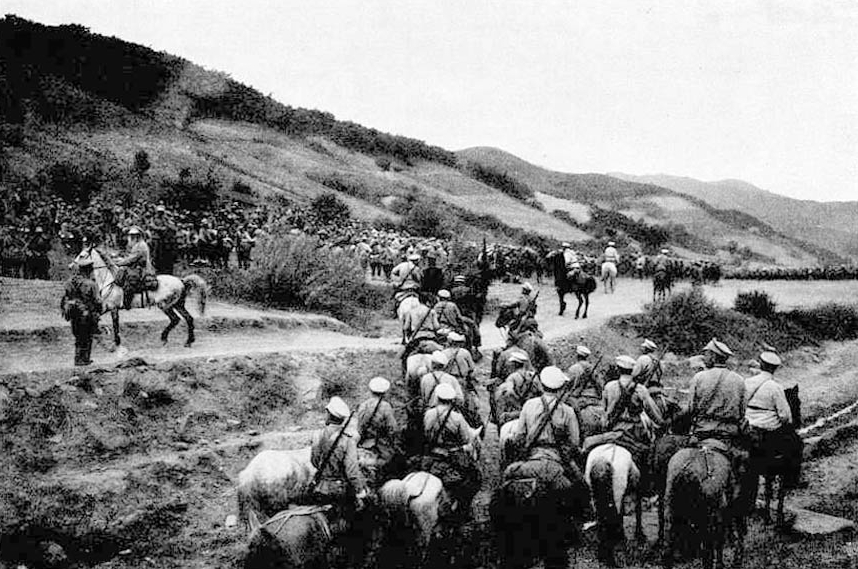
Начальник 2-й Сибирской пехотной дивизии генерал-майор Левестам со штабом на позициях Далинского перевала. 14 июля 1904 г.

7 августа 1900 года произведён в генерал-майоры и назначен начальником 2-й Сибирской резервной пехотной бригады, а 31 января 1904 года — командующим 2-й Сибирской пехотной дивизией, с которой в составе Восточного отряда и принял участие во всех крупных боевых событиях русско-японской войны. 4 марта 1905 г. за отличие награждён золотым оружием с надписью «За храбрость» и 26 марта 1905 года произведён в генерал-лейтенанты (со старшинством от 28 сентября 1904 г.)
По окончании войны Левестам ещё некоторое время командовал дивизией, затем был зачислен по армейской пехоте и 27 ноября 1906 года был уволен в отставку с производством в генералы от инфантерии и вскоре скончался.
Его брат Юрий Юльевич Левестам также посвятил себя военной службе и достиг чина генерал-майора.

## Награды
Среди прочих наград Левестам имел ордена:
- Орден Святого Владимира 4-й степени с мечами и бантом (1877 год)
- Орден Святого Станислава 2-й степени с мечами и бантом (1878 год)
- Орден Святого Георгия 4-й степени (2 апреля 1879 года)
- Орден Святой Анны 2-й степени с мечами и бантом (1879 год)
- Орден Святого Владимира 3-й степени (1894 год)
- Орден Святого Станислава 1-й степени (1903 год)
- Орден Святой Анны 1-й степени с мечами (26 ноября 1904 года)
- Золотое оружие с надписью «За храбрость» (4 марта 1905 года)